# Marutea Norte
Marutea Nord es un atolón que se encuentra en las Tuamotu en Polinesia Francesa. Que depende administrativamente de la comuna de Makemo. Se encuentra deshabitada.

## Geografía
El atolón se encuentra a 26 km al sureste de Makemo, la isla más cercana, 650 en km al este de Tahití. Es un atolón ovoide de 43 km de longitud y 16 km de anchura máxima con una superficie de 2,7 km². Su laguna cubre 400 km² y se accede por un paso artificial estrecho al norte del arrecife.

## Historia
La primera mención del atolón por un europeo fue hecho por el navegante británico James Cook que la avistó el 12 de agosto de 1773, durante su segundo viaje a la Polinesia, dándole el nombre de isla Furneaux, en homenaje al navegante Tobias Furneaux.